# Elefanten-Apotheke (Berlin)

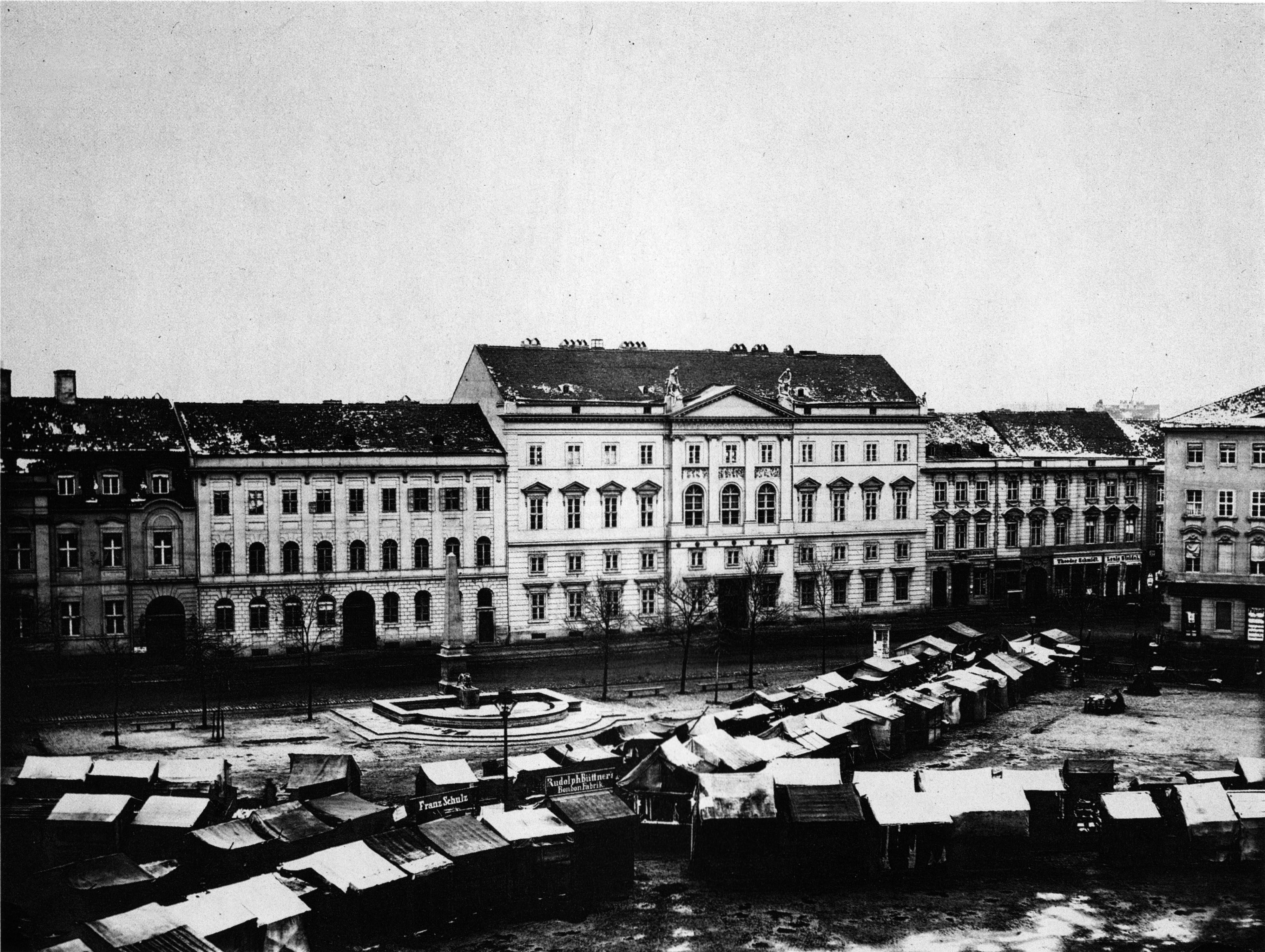
Auf dieser Ansicht aus der Zeit um 1880 trägt die Apotheke in der Leipziger Straße 54 (rechts neben dem Palais Hardenberg) die Aufschrift Apotheke zum Elefanten und eine Elefantendarstellung über der Tür.

Elefanten-Apotheke ist der Name einer ehemaligen Apotheke in Berlin.

## Geschichte
Mit dem am 2. August 1775 von Friedrich dem Großen unterzeichneten Privileg gründete der aus Dresden stammende Apotheker Christian Gottlob Weinlig in dem Eckhaus Leipziger Straße / Neue Kommandantenstraße die Apotheke „Zum Elephanten“. Im Jahre 1784 machte Weinlig die Bekanntschaft mit Johann Georg Sieburg, dem Besitzer einer bekannten Kattunfabrik, und entwickelte für ihn ein Verfahren, Kattun und Leinen in kürzerer als damals möglicher Frist zu bleichen. Seit dieser Zeit verwalteten unterschiedliche Provisoren seine Apotheke: 1784–1785 Johann Gottlieb Vierenklee, 1786–1790 Siegfried Wilhelm Paalzow als Pächter, 1791 war die Apotheker wieder von einem Provisor verwaltet. 1792 kaufte sie der Provisor August Wilhelm Behrend (1754–1833), der sie „bis in die zwanziger Jahre besaß“.
Theodor Fontane berichtet, dass sein Vater Louis Henry Fontane im Jahr 1809 als Lehrling in die Berliner Elefanten-Apotheke eintrat, und erläutert:
„Diese Apotheke befand sich schon damals, wie heute noch, am oberen Ende der Leipziger Straße, jedoch nicht genau an gegenwärtiger Stelle, sondern ebendieser Stelle gegenüber, an der durch Leipziger- und Kommandantenstraße gebildeten Ecke.“
Bei Fontane erfährt man ferner, an dem Haus sei lange Zeit auf der Höhe des ersten Stockes ein plastisch gearbeiteter Elefant an einem Eckpfeiler zu sehen gewesen, Ende des 19. Jahrhunderts aber sei diese Figur entfernt worden und nur die Gaslaternen über den Parterrefenstern hätten noch an rüsselförmigen Halterungen gehangen. Da die Bauten der Leipziger Straße aus Fontanes Zeit nur lückenhaft dokumentiert sind und die Gegend ihr Gesicht im Lauf der Zeit gewandelt hat, lässt sich das Jahr des Umzugs der Apotheke von Leipziger Straße 51 in das gegenüberliegende Gebäude Leipziger Straße 54 nicht genau bestimmen.
Seit dem Besitzer August Wilhelm Behrend befand sich die Apotheke in der Leipziger Straße 54. Dieses Bauwerk war auch als Schönemannsches Haus bekannt. 1825 übernahm Hertel bis 1834 die Apotheke, dem von 1835 bis 1839 Bando folgte. Bevor Albert Meyerhoff 1848 die Apotheke zum weißen Adler, Berlin-Kreuzberg, Friedrichstraße 206 übernahm, gehörte ihm seit 1839 die Elefantenapotheke. Von ihm übernahm 1848 bis 1855 Gustav Benoit die Apotheke, dessen Neffe Otto Dammer 1853 hier bei ihm in die Lehre ging.
In der Zeit von 1856 bis 1905 hießen die Inhaber Hermann Augustin (1826–1900), Karl Salomon und Martin Fraenkel.
Mit dem Besitzer Richard Hoffbauer, seit 1905, nahm die Elefanten-Apotheke an Wettbewerben zur Schaufensterdekoration teil. Die Gestaltung übernahm Lilly Reich.
Im Jahre 1955 wurde die Elefanten-Apotheke geschlossen.